# Critérium du Dauphiné libéré 1982
La 34e édition du Critérium du Dauphiné libéré a eu lieu du 31 mai au 7 juin 1982. Elle a été remportée par le Français Michel Laurent. Il devance au classement général Jean-René Bernaudeau et Pascal Simon.   

## Classement général final
| Rang | Vainqueur            | Équipe                      | Temps           |
| ---- | -------------------- | --------------------------- | --------------- |
| 1er  | Michel Laurent       | Peugeot-Shell-Michelin      | 35 h 25 min 3 s |
| 2e   | Jean-René Bernaudeau | Peugeot-Shell-Michelin      | 28 s            |
| 3e   | Pascal Simon         | Peugeot-Shell-Michelin      | 45 s            |
| 4e   | Pierre Bazzo         | La Redoute-Mavic            | 8 min 36 s      |
| 5e   | René Bittinger       | Sem-France Loire-Campagnolo | 9 min 28 s      |
| 6e   | Sven-Ake Nilsson     | Wolber-Spidel               | 11 min 1 s      |
| 7e   | Phil Anderson        | Peugeot-Shell-Michelin      | 11 min 1 s      |
| 8e   | Bernard Vallet       | La Redoute-Mavic            | 11 min 24 s     |
| 9e   | Ismael Lejarreta     | Teka                        | 11 min 54 s     |
| 10e  | Robert Alban         | La Redoute-Mavic            | 12 min 55 s     |

## Les étapes
| Étape      | Date   | Villes étapes                     | type     | Distance (km) | Vainqueur d'étape | Leader du classement général |
| ---------- | ------ | --------------------------------- | -------- | ------------- | ----------------- | ---------------------------- |
| Prologue   | 31 mai | Avignon – Avignon                 | prologue | 2,5           | René Koppert      | René Koppert                 |
| 1re étape  | 1 juin | Avignon – Tournon                 |          | 215           | Ad Wijnands       | Jean-René Bernaudeau         |
| 2e étape   | 2 juin | Tain-l'Hermitage – Saint-Chamond  |          | 197           | Jacques Michaud   | Jean-René Bernaudeau         |
| 3e étape   | 3 juin | Saint-Chamond – Digoin            |          | 195           | Patrick Perret    | Jean-René Bernaudeau         |
| 4e a étape | 4 juin | Paray-le-Monial – Bourg-en-Bresse |          | 112           | Bernard Vallet    | Michel Laurent               |
| 4e b étape | 4 juin | Bourg-en-Bresse – Lyon            |          | 90            | Pascal Jules      | Michel Laurent               |
| 5e étape   | 5 juin | Bourgoin-Jallieu – Bastille       |          | 187,5         | Robert Alban      | Michel Laurent               |
| 6e étape   | 6 juin | Grenoble – Grenoble               |          | 159           | René Bittinger    | Michel Laurent               |
| 7e a étape | 7 juin | Voiron – Annecy                   |          | 106,5         | Gilbert Glaus     | Michel Laurent               |
| 7e b étape | 7 juin | Annecy – Annecy                   |          | 37,4          | Bernard Vallet    | Michel Laurent               |